# سام سيكستون
سام سيكستون (بالإنجليزية: Sam Sexton)‏ مواليد 18 يوليو 1984 في نورتش، نورفك، إنجلترا، هو ملاكم محترف بريطاني يصنف ضمن فئة الوزن الثقيل.

## المسيرة الاحترافية
من نزالاته:
- خسر أمام ديفيد برايس بالضربة القاضية (19-05-2012).
- خسر أمام ديريك تشيسورا بالضربة الفنية القاضية (18-09-2010).
- انتصر على كولن كينا بالضربة الفنية القاضية (21-11-2008).
- انتصر على بيليه ريد (12-09-2008).
- خسر أمام ديريك تشيسورا بالضربة الفنية القاضية (14-06-2008).

## إحصائيات
خاض خلال مسيرته 26 نزالا، فاز في 23 وخسر في 3. فاز بالضربة القاضية في 9 نزالات.

## روابط خارجية
- سام سيكستون على موقع بوكس ريك (الإنجليزية) (registration required)